# 長野県道304号本山床尾線

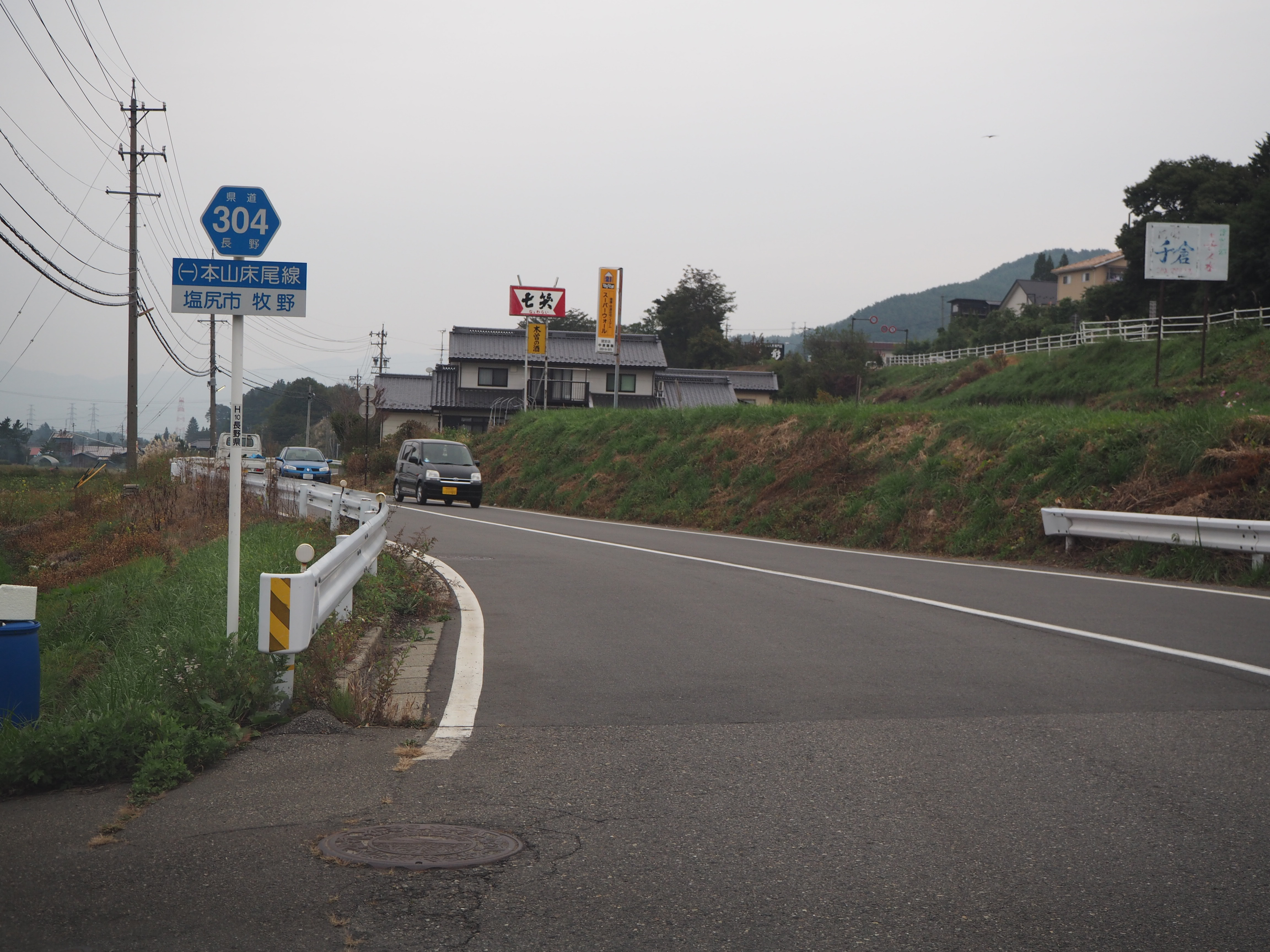
長野県道304号本山床尾線（2015年10月）

長野県道304号本山床尾線（ながのけんどう304ごう もとやまとこおせん）は、長野県塩尻市内の旧国道19号。JR中央本線洗馬駅へ至る路線である。

## 概要

### 路線データ
- 起点：塩尻市字本山（国道19号交点）
- 終点：塩尻市字床尾（国道19号交点）

## 通過する自治体
- 長野県
  - 塩尻市

## 接続・交差する道路
- 国道19号